# Clayton Donaldson
Clayton Donaldson (ur. 7 lutego 1984, Bradford) – piłkarz występujący na pozycji napastnika w Birmingham City i reprezentacji Jamajki.